# Cornelius Rübner
Peter Martin Cornelius Rübner, auch Rybner, amerikanisch Rubner (* 26. Oktober 1853 in Kopenhagen; † 21. Januar 1929 in New York City) war ein dänischer Pianist, Komponist und Musikpädagoge.

## Leben
Rübner studierte von Januar 1869 bis Dezember 1871 am Königlichen Konservatorium Kopenhagen bei Niels Wilhelm Gade und Johan Christian Gebauer (1808–1884).
1880 wurde er Assistent von Felix Mottl an der Großherzoglich Badischen Hofkapelle Karlsruhe, von ca. 1884 bis 1886 wirkte er auch als großherzoglich badischer Hofpianist in Baden-Baden. 1892 wurde er Direktor des Philharmonischen Vereins und Lehrer am Großherzoglichen Konservatorium Karlsruhe.
Im Kaiserreich erlangte er u. a. deshalb Berühmtheit, weil er das Gedicht Unser Kaiser des Dichters Otto Julius Bierbaums vertonte, das ein Publikumserfolg wurde. Er schrieb auch zahlreiche Huldigungsstücke für das badische Herrscherhaus.
Wie Felix Mottl und Louis Brassin schuf Rübner Transkriptionen für Klavier nach Richard Wagners Opern.
1905 berief die Columbia-Universität in New York Rübner als Nachfolger von Edward MacDowell, dort lehrte er als Professor bis 1919.

## Werke (Auswahl)
- Drei Albumblätter für das Pianoforte. Kahnt, Leipzig, ca. 1880.
- Praktische Fingerübungen, Op. 8. 4. Aufl., Leipzig, 1908.
- Trio in g-moll für Pianoforte, Violine und Cello, Op. 9. Schott, Mainz 1881
- Kaiserlied. Buchhandlung Rossberg, Leipzig 1886.
- Concert g-moll für die Violine mit Begleitung des Orchesters oder des Pianoforte componirt. Willy von Franquet, Greiz 1890.
- Rosaline, Nocturne. Kopenhagen ca. 1890.
- Marche triomphale, Op. 17. Großherzog Friedrich I. von Baden gewidmet.
- Fest-Marsch
- Vier Lieder, Op. 18.
- Friede, Kampf und Sieg. Symphonische Dichtung für großes Orchester, Op. 20. Louis Oertel, Hannover o. J.
- Fest-Ouverture (Grande ouverture festivale) für großes Orchester, Op. 27. Großherzog Friedrich I. von Baden gewidmet.
- Nordischer Hochzeits-Reigen, Op. 28. Kronprinz Gustav von Schweden und Prinzessin Victoria von Baden zu deren Hochzeit (1881) gewidmet.
- Huldigungsmarsch für großes Orchester, Op. 34. Dem Großherzog und Großherzogin von Baden gewidmet.
- Fest-Ouverture mit Chor. Großherzog Friedrich und Großherzogin Luise von Baden zu deren Goldener Hochzeit (1906) gewidmet.
- Jubiläumsmarsch. Großherzog Friedrich I. von Baden (zum Regierungsjubiläum) gewidmet.
- Prinz Ador. Tanzmärchen in 3 Akten. Musik von Cornelius Rübner. Hugo Kuntz, Karlsruhe ca. 1903.
- A festival cantata for solo voices, chorus and orchestra, Op. 32.  The H. W. Gray co. sole agts. for Novello & co. ltd., New York ca. 1910.

### Klaviertranskriptionen nach Wagner
- Die Meistersinger von Nürnberg, Konzertparaphrase
- Die Walküre. Siegmunds Liebeslied
- Götterdämmerung, Trauermarsch beim Tode Siegfrieds
- Tristan und Isolde, Konzertparaphrase
- Die Walküre, Wotans Abschied und Feuerzauber

### Schriften
- Niels Wilhelm Gade. In Remembrance of the Centenary of his Birth. In: The Musical Quarterly 3, 1917, S. 115–122.